# Adelaide Plains
Koordinaten: 34° 26′ S, 138° 30′ O

Der Council of Adelaide Plains ist ein lokales Verwaltungsgebiet (LGA) im australischen Bundesstaat South Australia. Das Gebiet ist 932 km² groß und hat etwa 9800 Einwohner.
Adelaide Plains liegt am Saint-Vincent-Golf etwa 60 Kilometer nördlich der Metropole Adelaide. Das Gebiet beinhaltet 22 Ortsteile und Ortschaften: Barabba, Calomba, Dublin, Fischer, Grace Plains, Korunye, Lewiston, Long Plain, Lower Light, Mallala, Middle Beach, Parham, Port Gawler, Port Parham, Port Prime, Redbanks, Reeves Plains, Thompson Beach, Two Wells, Webb Beach, Wild Horse Plains und Windsor. Der Verwaltungssitz des Councils befindet sich in der Ortschaft Mallala, wo etwa 890 Einwohner leben.
Bis zum 23. September 2016 hieß das Gebiet nach der Hauptstadt District Council of Mallala und wurde dann per Councilbeschluss in Adelaide Plains Council umbenannt.

## Verwaltung
Der Council of Adelaide Plains hat elf Mitglieder, die von den Bewohnern der vier Wards gewählt werden (vier aus Lewiston Ward, drei aus Two Wells Ward und je zwei aus Mallala und Dublin Ward). Diese vier Bezirke sind unabhängig von den Ortschaften festgelegt. Aus dem Kreis der Councillors wird der Vorsitzende (Chairman) des Councils gewählt.